# 新白岡駅

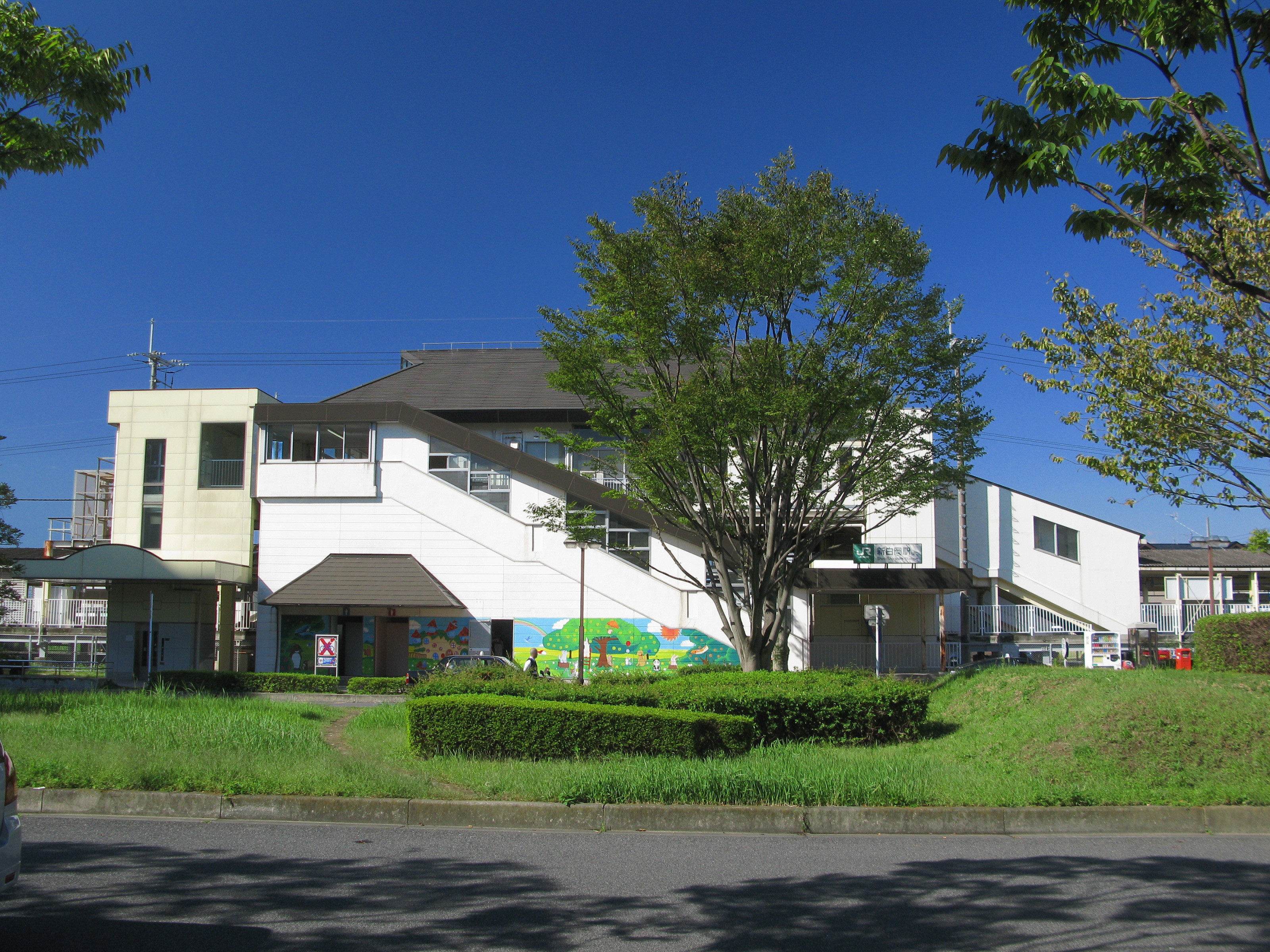
東口（2012年10月）

新白岡駅（しんしらおかえき）は、埼玉県白岡市新白岡七丁目にある、東日本旅客鉄道（JR東日本）東北本線の駅である。
「宇都宮線」の愛称区間に含まれており、上野駅発着系統と、新宿駅経由で横須賀線に直通する湘南新宿ライン、上野駅・東京駅経由で東海道線に直通する上野東京ラインが停車する。
当駅は、隣接する久喜駅と白岡駅と共に、発車メロディに永楽電気製の音源を使用する最後の駅となっている。

## 歴史
- 1987年（昭和62年）
  - 1月7日：駅名を「新白岡」と決定[3]。なお、建設中当時の仮駅名は「北白岡」だった[4]。
  - 2月26日：日本国有鉄道（国鉄）の駅として開業[1]。近隣住民の要望による。
  - 4月1日：国鉄分割民営化に伴い、東日本旅客鉄道（JR東日本）の駅となる[5]。
- 2001年（平成13年）11月18日：ICカード「Suica」の利用が可能となる[広報 1]。
- 2004年（平成16年）12月19日：宇都宮線（上野駅 - 古河駅間）ATOS稼働開始。
- 2008年（平成20年）2月：みどりの窓口の営業を終了。
- 2015年（平成27年）10月17日：前日に野牛・高岩土地区画整理事業の換地処分が公告された[6]ことに伴い、施行区域で町名地番変更が行われ[7]、所在地が野牛から新白岡七丁目に変更される。

## 駅構造
相対式ホーム2面2線を有する地上駅で、橋上駅舎を有している。改札内（ホーム）・改札外（自由通路）ともに、エレベーターが設置されている。ホーム屋根の長さが利用者数に対して短く、白岡市などは長年にわたってJR東日本に対し屋根延伸の要望を続けている。特に久喜駅寄りは屋根のある範囲が非常に短い上にホーム自体の幅も狭いため、特に雨天時には非常に危険な状態にある。
JR東日本ステーションサービスが業務を受託する業務委託駅（久喜駅管理）で、多機能券売機と指定席券売機が設置されている。なお、お客さまサポートコールシステムが導入されており、一部の時間帯は遠隔対応のため改札係員は不在となる。また、トイレは改札外、西口・東口共に駅舎の階段下辺りにある。この内、西口のトイレは車椅子での利用も可能な多機能トイレとなっている。

### のりば
| 番線 | 路線                 | 方向 | 行先                             |
| ---- | -------------------- | ---- | -------------------------------- |
| 1    | ■ 宇都宮線（東北線） | 上り | 大宮・東京・新宿・横浜・大船方面 |
| 1    | ■ 湘南新宿ライン     | 上り | 大宮・東京・新宿・横浜・大船方面 |
| 1    | ■ 上野東京ライン     | 上り | 大宮・東京・新宿・横浜・大船方面 |
| 2    | ■ 宇都宮線（東北線） | 下り | 久喜・小山・宇都宮・黒磯方面     |

- 前述のように、湘南新宿ラインの列車は横須賀線へ、上野東京ラインの列車は東海道線へ直通する。

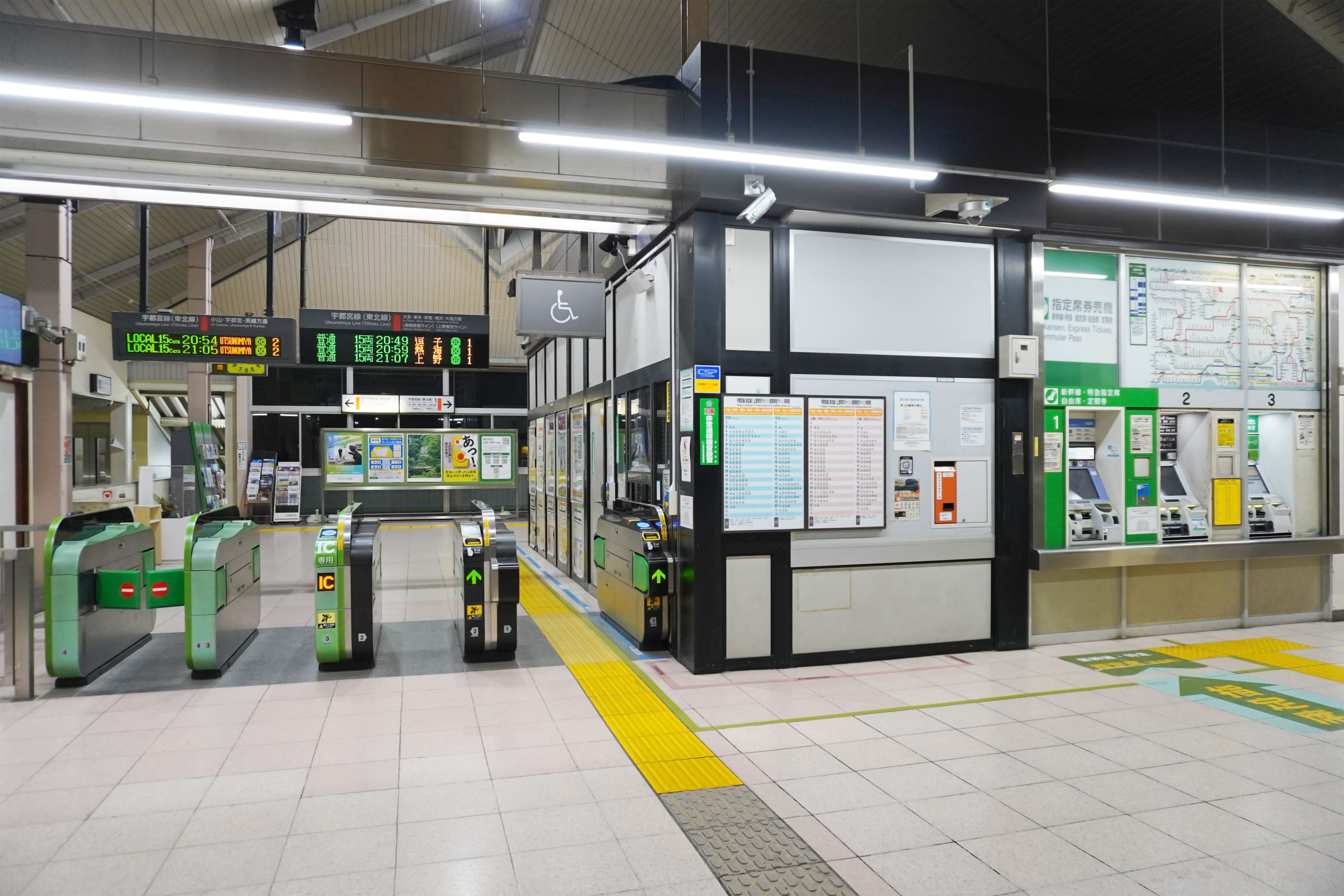
改札口（2024年5月）
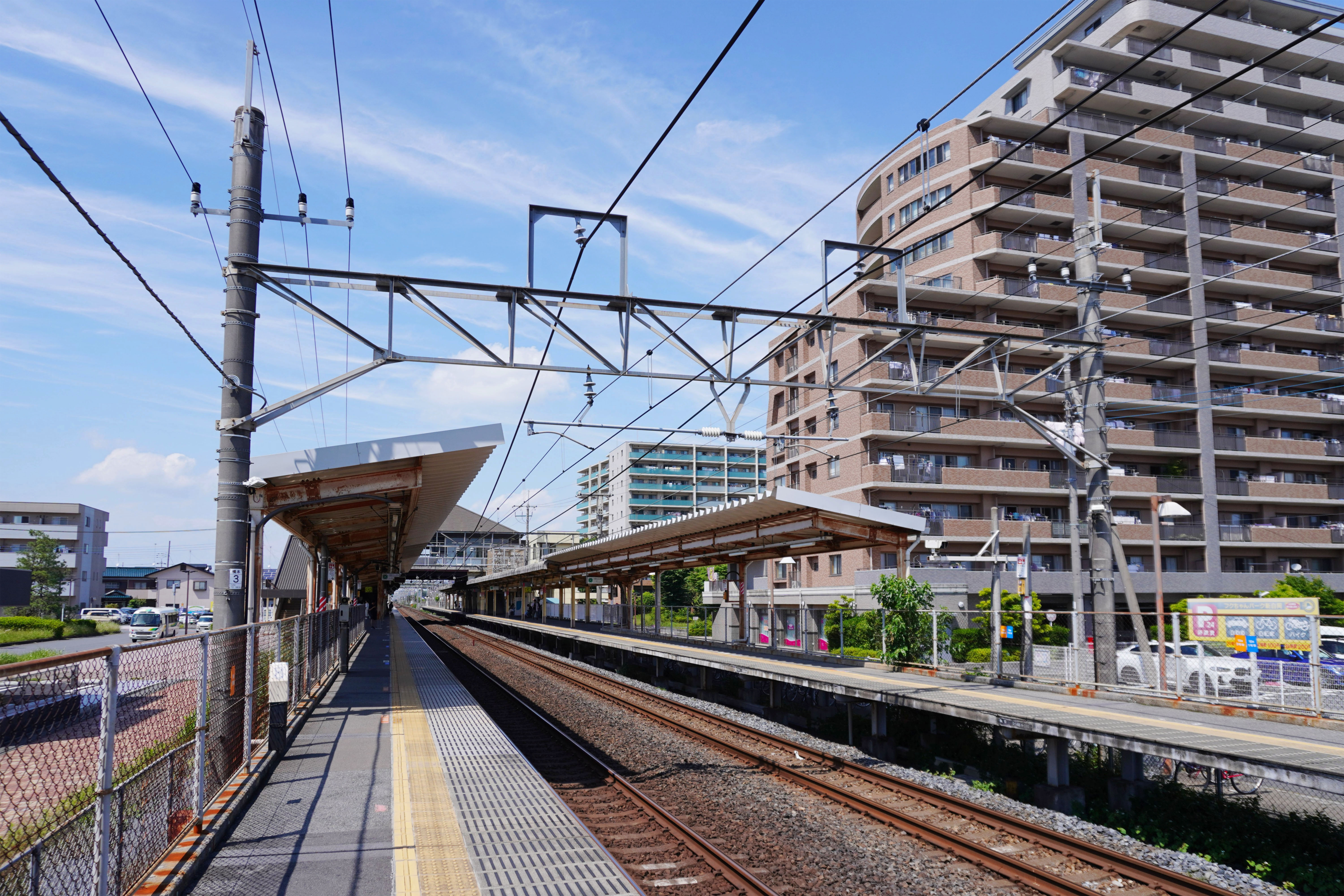
ホーム（2024年6月）

## 利用状況
2023年度（令和5年度）の1日平均乗車人員は6,303人である。
JR東日本および埼玉県統計年鑑によると、開業後の1日平均乗車人員の推移は以下の通り。
| 年度               | 1日平均 乗車人員 | 出典     |
| ------------------ | ---------------- | -------- |
| 1986年（昭和61年） | 291              |          |
| 1987年（昭和62年） | 418              |          |
| 1988年（昭和63年） | 1,211            |          |
| 1989年（平成元年） | 1,693            |          |
| 1990年（平成02年） | 2,023            |          |
| 1991年（平成03年） | 2,252            |          |
| 1992年（平成04年） | 2,652            |          |
| 1993年（平成05年） | 2,856            |          |
| 1994年（平成06年） | 3,291            |          |
| 1995年（平成07年） | 3,611            |          |
| 1996年（平成08年） | 3,798            |          |
| 1997年（平成09年） | 4,080            |          |
| 1998年（平成10年） | 4,243            |          |
| 1999年（平成11年） | 4,364            | [ * 1 ]  |
| 2000年（平成12年） | 4,577            | [ * 2 ]  |
| 2001年（平成13年） | 4,864            | [ * 3 ]  |
| 2002年（平成14年） | 5,038            | [ * 4 ]  |
| 2003年（平成15年） | 5,224            | [ * 5 ]  |
| 2004年（平成16年） | 5,452            | [ * 6 ]  |
| 2005年（平成17年） | 5,769            | [ * 7 ]  |
| 2006年（平成18年） | 6,001            | [ * 8 ]  |
| 2007年（平成19年） | 6,143            | [ * 9 ]  |
| 2008年（平成20年） | 6,221            | [ * 10 ] |
| 2009年（平成21年） | 6,225            | [ * 11 ] |
| 2010年（平成22年） | 6,217            | [ * 12 ] |
| 2011年（平成23年） | 6,109            | [ * 13 ] |
| 2012年（平成24年） | 6,213            | [ * 14 ] |
| 2013年（平成25年） | 6,260            | [ * 15 ] |
| 2014年（平成26年） | 6,211            | [ * 16 ] |
| 2015年（平成27年） | 6,558            | [ * 17 ] |
| 2016年（平成28年） | 6,853            | [ * 18 ] |
| 2017年（平成29年） | 6,929            | [ * 19 ] |
| 2018年（平成30年） | 7,010            | [ * 20 ] |
| 2019年（令和元年） | 6,954            | [ * 21 ] |
| 2020年（令和02年） | 5,209            |          |
| 2021年（令和03年） | 5,675            |          |
| 2022年（令和04年） | 6,050            |          |
| 2023年（令和05年） | 6,303            |          |

備考
1. ↑  1987年2月26日開業。開業日から同年3月31日までの計34日間を集計したデータ。

一日平均乗車人員（単位：人/日）

## 駅周辺
東口・西口ともパークアンドライドを目的としたコインパーキングが多く立地する。

### 東口

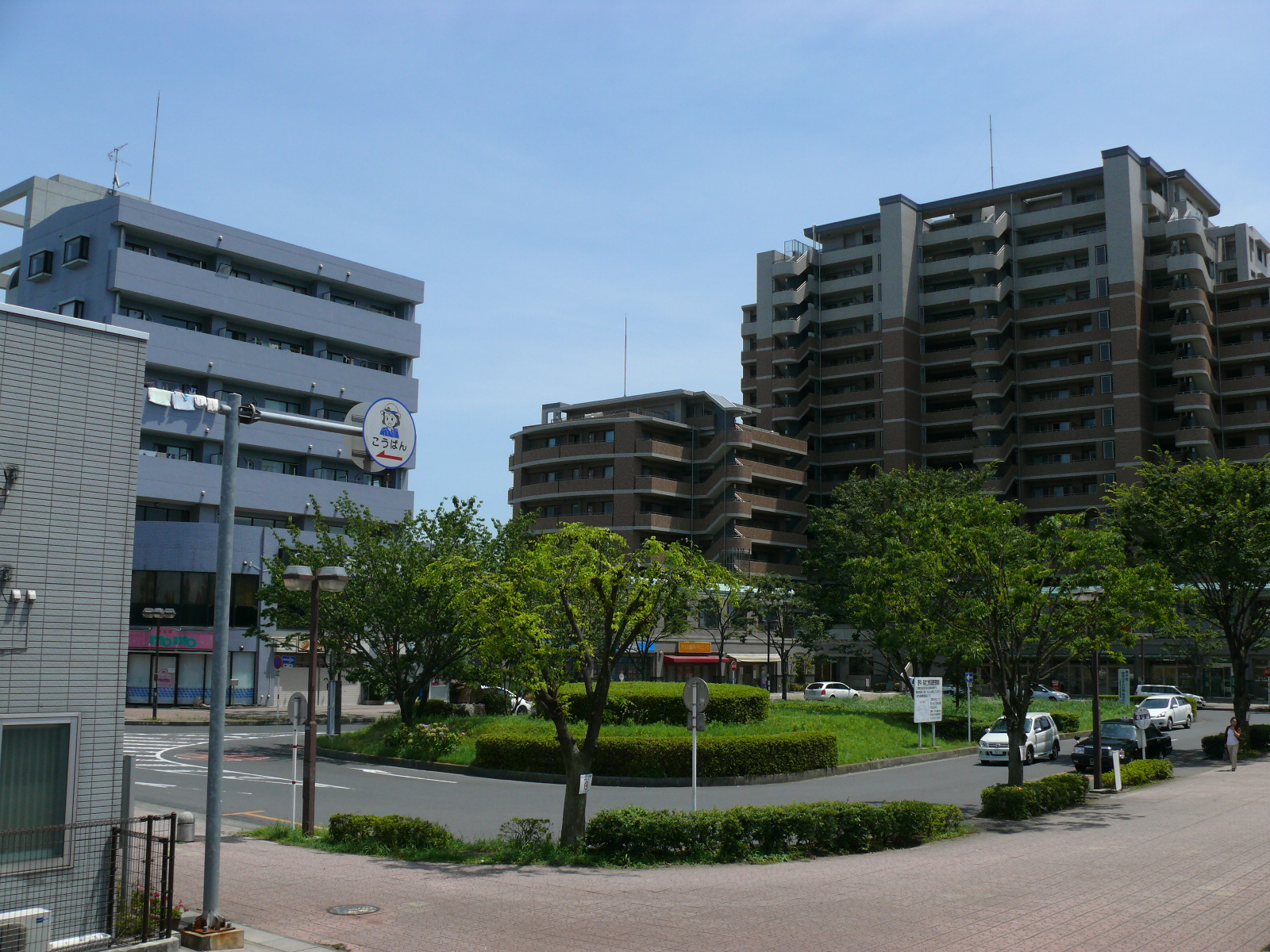
東口駅前（2009年）

- 白岡ニュータウン
- 白岡市勤労者体育センター
- 市民テニスコート
- 白岡市老人福祉センター
- 久喜警察署 新白岡駅前交番
- 新白岡駅前郵便局
- 武蔵野銀行新白岡支店
- 新白岡駅前ホスピタリティパーク
- 藤野医院
- スーパーヤオコー
- 白石様堀
- 高岩大公園
- 高岩天満宮神社
- 新白岡駐輪場（線路沿い）
- 新白岡駅東口自転車駐車場（2階建て）
- 杉の子幼稚園
- 高岩保育所
- 白岡市立白岡東小学校
- 埼玉県立白岡高等学校
- 日本工業大学
- 東武動物公園

### 西口

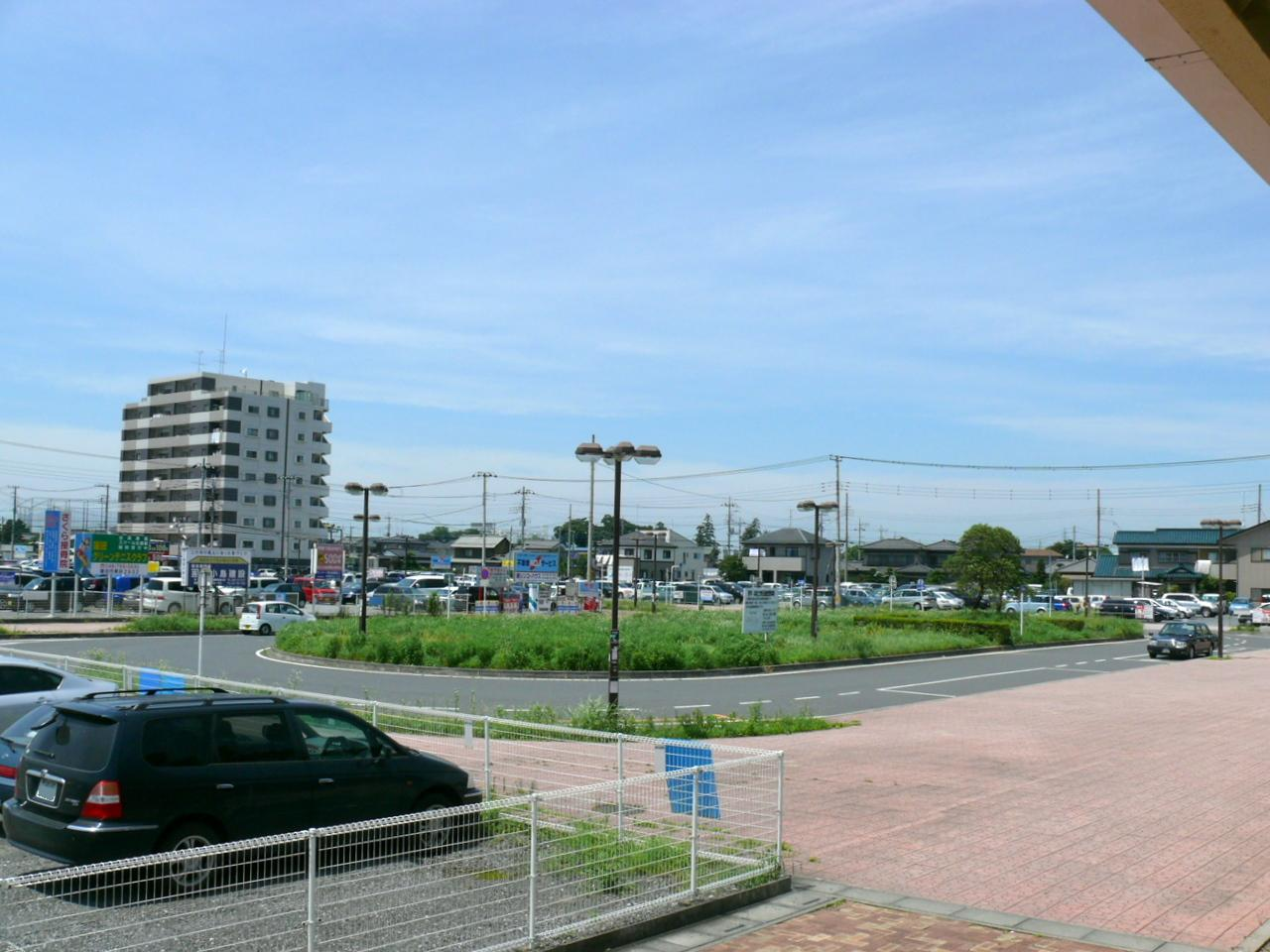
西口駅前（2009年）

2014年8月末までは市の無料駐輪場があったが、公園整備のため閉鎖された。
- 新白岡駅西口駐輪場
- 古代ハス鑑賞デッキ
- 観福寺
- 普門院
- 白石様堀公園（白石様堀）

## バス路線
「新白岡駅東口」停留所にて、国際興業バスが運行する路線バスが発着する。
- ミッドナイトアロー蓮田・久喜：久喜駅 ※深夜急行バス。降車専用（大宮駅発）。平日運転

## 隣の駅
東日本旅客鉄道（JR東日本）
■宇都宮線
■快速（「ラビット」を含む）
通過
■普通
白岡駅 - 新白岡駅 - 久喜駅

### 記事本文

##### 広報資料・プレスリリースなど一次資料
1. ↑  “Suicaご利用可能エリアマップ（2001年11月18日当初）” (PDF).   東日本旅客鉄道. 2019年7月27日時点のオリジナルよりアーカイブ。2020年4月30日閲覧。

### 利用状況
1. ↑  埼玉県統計年鑑 - 埼玉県

JR東日本の2000年度以降の乗車人員
1. 1 2  各駅の乗車人員（2023年度） - JR東日本
2. ↑  各駅の乗車人員（2000年度） - JR東日本
3. ↑  各駅の乗車人員（2001年度） - JR東日本
4. ↑  各駅の乗車人員（2002年度） - JR東日本
5. ↑  各駅の乗車人員（2003年度） - JR東日本
6. ↑  各駅の乗車人員（2004年度） - JR東日本
7. ↑  各駅の乗車人員（2005年度） - JR東日本
8. ↑  各駅の乗車人員（2006年度） - JR東日本
9. ↑  各駅の乗車人員（2007年度） - JR東日本
10. ↑  各駅の乗車人員（2008年度） - JR東日本
11. ↑  各駅の乗車人員（2009年度） - JR東日本
12. ↑  各駅の乗車人員（2010年度） - JR東日本
13. ↑  各駅の乗車人員（2011年度） - JR東日本
14. ↑  各駅の乗車人員（2012年度） - JR東日本
15. ↑  各駅の乗車人員（2013年度） - JR東日本
16. ↑  各駅の乗車人員（2014年度） - JR東日本
17. ↑  各駅の乗車人員（2015年度） - JR東日本
18. ↑  各駅の乗車人員（2016年度） - JR東日本
19. ↑  各駅の乗車人員（2017年度） - JR東日本
20. ↑  各駅の乗車人員（2018年度） - JR東日本
21. ↑  各駅の乗車人員（2019年度） - JR東日本
22. ↑  各駅の乗車人員（2020年度） - JR東日本
23. ↑  各駅の乗車人員（2021年度） - JR東日本
24. ↑  各駅の乗車人員（2022年度） - JR東日本

埼玉県統計年鑑
1. ↑  埼玉県統計年鑑（平成12年）
2. ↑  埼玉県統計年鑑（平成13年）
3. ↑  埼玉県統計年鑑（平成14年）
4. ↑  埼玉県統計年鑑（平成15年）
5. ↑  埼玉県統計年鑑（平成16年）
6. ↑  埼玉県統計年鑑（平成17年）
7. ↑  埼玉県統計年鑑（平成18年）
8. ↑  埼玉県統計年鑑（平成19年）
9. ↑  埼玉県統計年鑑（平成20年）
10. ↑  埼玉県統計年鑑（平成21年）
11. ↑  埼玉県統計年鑑（平成22年）
12. ↑  埼玉県統計年鑑（平成23年）
13. ↑  埼玉県統計年鑑（平成24年）
14. ↑  埼玉県統計年鑑（平成25年）
15. ↑  埼玉県統計年鑑（平成26年）
16. ↑  埼玉県統計年鑑（平成27年）
17. ↑  埼玉県統計年鑑（平成28年）
18. ↑  埼玉県統計年鑑（平成29年）
19. ↑  埼玉県統計年鑑（平成30年）
20. ↑  埼玉県統計年鑑（令和元年）
21. ↑  埼玉県統計年鑑（令和2年）